# Call of Duty
A Call of Duty (röviden CoD) egy belső nézetes lövöldözős videójáték-sorozat.
A legtöbb rész a második világháborúban, a hidegháborúban, a modern időkben és a jövőben játszódik.
Tulajdonosa és kiadója az Activision. Az Aspyr Media kizárólag Mac OS X-re adta ki. A legtöbb részt az Infinity Ward, a Treyarch és a Sledgehammer Games fejlesztette.
Legutóbbi része a Call of Duty: Modern Warfare III, ami 2023. november 10-én jelent meg.

## Főbb részek

### Történelmi

#### Call of Duty
A Call of Duty-t az Infinity Ward fejlesztette és 2003. október 29-én adták ki. 2004 szeptemberében az Activision kiadta a Call of Duty: United Offensive kiegészítőt, amit a Gray Matter Interactive a Pi Studios hozzájárulásával fejlesztett. A második világháborúban játszódik, a játékos a küldetések szerint amerikai, brit és szovjet katonát irányíthat. Konzolos változata a Call of Duty: Finest Hour, mely GameCube-ra, Xboxra és PlayStation 2-re jelent meg.

#### Call of Duty 2
A Call of Duty 2 az előző részhez hasonlóan a második világháborúban játszódik, és a játékos ugyanazon hadseregek katonáiként játszhat. Az Infinity Ward által fejlesztett játékot PC-re 2005. október 25-én adták ki. Konzolos változata a Call of Duty 2: Big Red One, mely GameCube-ra, Xboxra és PlayStation 2-re jelent meg.

#### Call of Duty 3
A Call of Duty 3 volt az első rész, melyet nem az Infinity Ward, hanem a Treyarch fejlesztett. Egyben ez volt az első rész, amit nem adtak ki PC-re, kizárólag konzolokra (PlayStation 2, PlayStation 3, Wii, Xbox, és Xbox 360). PlayStation Portable-re Call of Duty: Roads to Victory címen jelent meg.

#### Call of Duty: World at War
A Call of Duty: World at War az ötödik Call of Duty rész. 2008. november 11-én adták ki, a Treyarch fejlesztette. A történet a második világháborúban játszódik, bemutatja a Vörös Hadsereg harcait Berlinig és az amerikaiak csatáit a csendes-óceáni hadszíntéren.

#### Call of Duty: Black Ops
A Call of Duty: Black Ops eddig az egyetlen, ami a hidegháborúban és a vietnámi háborúban játszódik. A Black Ops a sorozat hetedik része. A Treyarch fejlesztette és 2010. november 9-én adták ki. Ebben van a legtöbb küldetés, a főszereplő 1961 és 1968 közötti „visszaemlékezéseiből” áll.

#### Call of Duty: Black Ops 2
A Call of Duty: Black Ops 2 az előző részhez képest modernebb környezetben játszódik, a történet Woods, Mason és fia, David szemszögéből tapasztalható meg, fejezetről fejezetre váltakozva Woods visszaemlékezései és egy 2025-ben zajló modern háború között. A Treyarch fejlesztette, 2012. november 9-én jelent meg.

### Modern Warfare-sorozat

#### Call of Duty 4: Modern Warfare
A Call of Duty 4: Modern Warfare a sorozat negyedik játéka, és az első, ami nem a második világháborúban, hanem 2011-ben játszódik. Az Infinity Ward fejlesztette, 2007. november 7-én adták ki. A játékos a brit Special Air Service katonáit és egy amerikai tengerészgyalogost irányíthat.

#### Call of Duty: Modern Warfare 2
A Call of Duty: Modern Warfare 2 a hatodik Call of Duty-rész. Öt évvel a Modern Warfare után, 2016-ban játszódik. Fejlesztője az Infinity Ward, 2009. november 10-én adták ki. Visszatér benne néhány, az előző részben megismert karakter, például Captain Price és „Soap” MacTavish.

#### Call of Duty: Modern Warfare 3
A Call of Duty: Modern Warfare 3 a sorozat nyolcadik játéka, melyet 2011. november 8-án adott ki az Activision. Az Infinity Ward fejlesztette a Sledgehammer Games és a Raven Software közreműködésével. A cselekmény közvetlenül a Modern Warfare 2 után játszódik.
Call of Duty: Modern Warfare 2019
A Call of Duty: Modern Warfare 2019 2019 október 15-én jelent meg, és egy teljesen új univerzumban játszódik. A játék egy reboot.

### A fő játékok időrendben
A fő játékok kiadásának időrendje és platformja:
| #  | Rész                                    | Első kiadás dátuma | Platform                                                            |
| -- | --------------------------------------- | ------------------ | ------------------------------------------------------------------- |
| 1  | Call of Duty                            | 2003. október 29.  | Windows, Mac Os X, N-Gage, Xbox 360, PlayStation 3                  |
| 2  | Call of Duty 2                          | 2005. október 25.  | Windows, Mac OS X, Mobile, Xbox 360                                 |
| 3  | Call of Duty 3                          | 2006. november 7.  | Xbox 360, Xbox, Playstation 2, Wii, PlayStation 3                   |
| 4  | Call of Duty 4: Modern Warfare          | 2007. november 6.  | Windows, Mac OS X, Xbox 360, Wii, PlayStation 3                     |
| 5  | Call of Duty: World at War              | 2008. november 11. | Windows, Xbox 360, Wii, PlayStation 3                               |
| 6  | Call of Duty: Modern Warfare 2          | 2009. november 10. | Windows, Xbox 360, PlayStation 3                                    |
| 7  | Call of Duty: Black Ops                 | 2010. november 9.  | Windows, Nintendo DS, PlayStation 3, Wii, Xbox 360, Mac OS X        |
| 8  | Call of Duty: Modern Warfare 3          | 2011. november 8.  | Windows, Nintendo DS, Xbox 360, PlayStation 3, Wii                  |
| 9  | Call of Duty: Black Ops II              | 2012. november 12. | Windows, Xbox 360, PlayStation 3, Wii U                             |
| 10 | Call of Duty: Ghosts                    | 2013. november 5.  | Windows, Xbox 360, Xbox One, PlayStation 3, PlayStation 4, Wii U    |
| 11 | Call of Duty: Advanced Warfare          | 2014. november 4.  | Windows, Xbox 360, Xbox One, PlayStation 3, PlayStation 4           |
| 12 | Call of Duty: Black Ops III             | 2015. november 6.  | Windows, Mac OS X, Xbox 360, Xbox One, PlayStation 3, PlayStation 4 |
| 13 | Call of Duty: Infinite Warfare          | 2016. november 4.  | Windows, Xbox One, PlayStation 4                                    |
| 14 | Call of Duty: WWII                      | 2017. november 3.  | Windows, Xbox One, PlayStation 4                                    |
| 15 | Call of Duty: Black Ops 4               | 2018. október 12.  | Windows, Xbox One, PlayStation 4                                    |
| 16 | Call of Duty: Modern Warfare (2019)     | 2019. október 25.  | Windows, Xbox One, PlayStation 4                                    |
| 17 | Call of Duty: Black Ops Cold War        | 2020. november 13. | Windows, Xbox One, Xbox Series X/S, PlayStation 4, PlayStation 5    |
| 18 | Call of Duty: Vanguard                  | 2021. november 5.  | Windows, Xbox One, Xbox Series X/S, PlayStation 4, PlayStation 5    |
| 19 | Call of Duty: Modern Warfare II (2022)  | 2022. október 28.  | Windows, Xbox One, Xbox Series X/S, PlayStation 4, PlayStation 5    |
| 20 | Call of Duty: Modern Warfare III (2023) | 2023. november 10. | Windows, Xbox One, Xbox Series X/S, PlayStation 4, PlayStation 5    |
| 21 | Call of Duty: Black Ops 6               | 2024. október 25.  | Windows, Xbox One, Xbox Series X/S, PlayStation 4, PlayStation 5    |
| 22 | Call of Duty: Black Ops 7               | 2025.              | Windows, Xbox One, Xbox Series X/S, PlayStation 4, PlayStation 5    |